# 許厝港
許厝港，是臺灣桃園市大園區的一個傳統地域名稱，位於該區西北部。相較於今日行政區，其範圍大致包括北港里、南港里，以及觀音區保障里東北端。

## 歷史
臺灣清治時期末期至日治初期，許厝港地區為一街庄，稱為「許厝港庄」，隸屬於竹北二堡。該庄北臨台灣海峽，東北隔老街溪與內海墘庄為界，東隔田心子溪與田心仔庄為界，東南與雙溪口庄為鄰，西南邊為塔仔腳庄，西邊為草漯庄。
1901年（日治明治三十四年）11月，全台廢縣廳改設二十廳，該庄隸屬於桃仔園廳。1903年（明治三十六年），改名桃園廳。1909年（明治四十二年）10月，合併二十廳為十二廳，該庄隸屬不變。1920年（大正九年），廢十二廳改設五州二廳，該庄改制為「許厝港」大字，隸屬於新竹州桃園郡大園庄。
戰後大園庄改制為大園鄉，隸屬於新竹縣，大字亦改制為村。1950年桃、竹、苗分治，大園鄉改隸屬於桃園縣。2014年12月，桃園縣升格為直轄桃園市，大園鄉改制為大園區，村亦改制為里。

## 聚落
本地區發展較早的聚落為許厝港、牛牯藔、艋舺、崙仔坪、部庄等，在日治期初期的官方地圖上已有記載。此外，本地區尚有港仔灣、潮音、海墘、海湖、牛寮港、板仔橋、田中秧、廍崙、廍崙頂、南港、浮圳、灣潭等聚落。

## 交通
省道台15線（大觀路）是關渡至香山的傳統北台灣西部海岸平面幹道，大致以東北東—西南西走向經過許厝港地區中部偏南地帶。由該道路向東北東可前往大園市區、坑子口、大南灣、八里等地，向西南西可前往觀音、崁頭厝、紅毛港、樹林子（坑子口地區北部）、貓兒錠、舊港等地，其中樹林子至貓兒錠南端鳳山溪橋路段與省道台61線（西部濱海快速公路）共線。
省道台61線又稱「西部濱海快速公路」，是八里至安南的快速公路，大致以東北東—西南西走向蜿蜒經過本地區北部近海岸地帶，在境內設有「大園交流道」。由該道路向東北東可前往林口、八里等地，向西南西可前往觀音、大潭後終止主線（高架道路）通車路段，續行兩側平面車道可前往紅毛港、坑子口、貓兒錠後，兩側車道止於鳳山溪橋南岸，並以省道台15線作為代用道路至香山浸水橋始續接快速公路主線以前往中南部。
區道桃30線是草漯海邊到大園市園的道路，大致以西南西—東北東走向轉北北西—南南東走向再轉西北西—東南東走向蜿蜒經過本地區北部海岸地帶及東北部。由此道路向西南西可前往草漯地區海邊，向東南東可經大園工業區（一期）前往大園市區並止於市道113號路口。
區道桃31線是許厝港至草漯的道路，其東北側端點位於區道本地區東北部桃30線路口。由此向西南蜿蜒而行，出境後可前往草漯聚落北側的區道桃35線路口。
區道桃31-1線是許厝港至南港的道路，也是本地區內部的縱向連絡道路，其北側端點位於許厝港區道桃30線路口，由此向蜿蜒而行，經潮音國小後可前往南港聚落並止於省道台15線路口。
區道桃33線是草漯海邊至南港的道路，其東南側端點位於本地區東南部南港聚落區道桃31-1線路口。由此向西北西轉西北蜿蜒而行，出境後經大崙尾轉北北西可前往草漯海邊並止於區道桃30線路口。
區道桃40線（環區西路）是廣福至南港的道路，其東北側端點位於本地區南港聚落省道台15線路口。由此向南南東轉南南西出境後，可前往灣潭仔、新坡地區的廣福並止於區道桃35線路口。
區道桃44線（南和路）是三界壇至灣潭的道路，其西北側端點位於本地區南部灣潭聚落區道桃40線路口。由此向東南東出境後可前往雙溪口地區三界壇並止於區道桃43線路口。

## 學校
- 桃園市大園區潮音國民小學

## 產業
- 大園工業區二期
- 長發工業區
- 航空客運園區